# 미카와역 (홋카이도)
미카와역(일본어: 三川駅 みかわえき[*])은 일본 홋카이도 유바리 군 유니정에 위치한 홋카이도 여객철도 무로란 본선의 철도역이다. 상대식 승강장 2면 2선의 구조를 갖춘 지상역이다.

## 타는 곳
| 1 | ■ 무로란 본선 | 상행 | 오이와케 · 도마코마이 방면 |
| 2 | ■ 무로란 본선 | 하행 | 구리야마 · 이와미자와 방면 |

## 이용 현황
- 1981년도 : 155명
- 1992년도 : 190명

## 역 주변
- 국도 제234호선 · 국도 제274호선
- 유니 정청 미카와 지소
- 유니 강

## 인접 역
| 홋카이도 여객철도 무로란 본선 | 홋카이도 여객철도 무로란 본선 | 홋카이도 여객철도 무로란 본선 |
| ----------------------------- | ----------------------------- | ----------------------------- |
| K 15 오이와케 도마코마이 방면 | ■ 무로란 본선                 | 후루산 이와미자와 방면        |